# 고니시 유다이
고니시 유다이(일본어: 小西 雄大, 1998년 4월 18일 ~ )는 일본의 축구 선수이다. 현재 J2리그의 몬테디오 야마가타에서 뛰고 있다.

## 구단 경력
그는 2016년부터 J리그의 감바 오사카, 도쿠시마 보르티스, 몬테디오 야마가타에서 뛰었다.